# Strobilanthes rufohirtus
Strobilanthes rufohirtus är en akantusväxtart som beskrevs av C. B. Cl. och W W. Smith. Strobilanthes rufohirtus ingår i släktet Strobilanthes och familjen akantusväxter. Inga underarter finns listade i Catalogue of Life.